# ソラシド〜ねえねえ〜
「ソラシド〜ねえねえ〜」は、 Buono!のDVDシングル。シングルとしては、通算14枚目。2016年9月21日発売。発売元はアップフロントワークス（zetimaレーベル)。

## 概要
- DVDシングルとして発売された。Buono!Festa2016(日本武道館公演)にて先行発売されたが、通常版との違いは無い。
- PVは市川市にある大慶園遊園地[2]で撮影された。
- 編曲が初期に戻り、西川進となった。ソラシド〜ねえねえ〜には1曲分、ロックの聖地にはBuono!楽曲から5曲分オマージュとして取り入れられている。[3]
- 2017年5月22日にBuono!が活動終了したため、この曲がラストシングルとなった。

## 収録曲

### DVD
1. ソラシド〜ねえねえ〜（Music Video）
（バンドDolce参加）
2. ソラシド〜ねえねえ〜（Dance Shot Ver.)
3. 特典映像　ロックの聖地（@Recording)
（ギター：西川進、ベース：髙間有一、ドラム：石井悠也、オルガン：モチヅキヤスノリ参加）

### CD
1. ソラシド〜ねえねえ〜
（作詞：津野米咲、作曲：津野米咲、編曲：西川進）
2. ロックの聖地
（作詞：星部ショウ、作曲：諸星ハッピー、編曲：西川進）
3. ソラシド～ねえねえ～（Instrumental）
4. ロックの聖地（Instrumental）